# هنري سميث لين
هنري سميث لين (بالإنجليزية: Henry Smith Lane)‏ وهو سياسي أمريكي من مواليد 24 شباط / فبراير من سنة 1811 في ولاية كنتاكي الأمريكية خدم لين في مجلس النواب الأمريكي عن ولاية انديانا الأمريكية ما بين عامي 1840 إلى عام 1843 شغل لين منصب حاكم ولاية انديانا لمدة يومين ما بين 14 يناير إلى 16 يناير من سنة 1861 خدم لين بعد ذلك في مجلس الشيوخ الأمريكي ما بين عامي 1861 إلى عام 1867 توفي هنري سميث لين في 19 حزيران / يونيو من عام 1881 في ولاية إنديانا.